# Luca Tranquilli
Luca Tranquilli (Italia; 6 de agosto de 1993) es un futbolista italiano nacionalizado suizo. Juega como mediocampista y actualmente se encuentra en FC Schaffhausen de la Challenge League.

## Clubes
| Club            | País  | Año           |
| --------------- | ----- | ------------- |
| FC Schaffhausen | Suiza | 2012-2013     |
| FC St. Gallen   | Suiza | 2013-2014     |
| FC Schaffhausen | Suiza | 2014-presente |